# 吐魯番回部札薩克多羅郡王
吐魯番回部札薩克多羅郡王，俗稱吐魯番回王，是清代新疆统治吐魯番的回部王公。
清朝康熙五十九年（1720年），額敏和卓归顺清廷。此后，額敏和卓一直效忠清廷，成为吐鲁番地方最为显赫的人物。雍正十年（1732年），額敏和卓接受清廷建议，率所属万余回人（今维吾尔族先民）迁居甘肃安西厅瓜州:48。乾隆十九年（1754年），清廷在瓜州以额敏和卓属民编立吐鲁番扎萨克旗。乾隆二十年（1755年），清廷平定准噶尔，控制吐鲁番地方 。乾隆二十一年（1756年），额敏和卓率部迁回鲁克沁（今鄯善县鲁克沁镇）。乾隆二十三年（1758年），清廷授额敏和卓为多罗郡王，称吐魯番回部札薩克多羅郡王。
与哈密地方的哈密回王类似，吐鲁番扎萨克旗设置初期，旗下属民（回部民众）均为扎薩克（旗长）农奴。扎薩克掌握本旗的行政、司法等权力。“生杀予夺，任旗长所为”。同治三年（1864年）起，因新疆地区叛乱不断、人口流失。鲁克沁王府毁于兵燹，“家乡荡尽”。在此背景下，清廷在新疆地区实行改土归流，伯克和扎薩克成为虚职。光绪十年（1884年），新疆建省，清廷废除吐鲁番扎萨克旗，額敏和卓家族统治结束:48—49，但爵位沿袭至民国时期。

## 吐魯番回部札薩克多羅郡王世系[2][3][4]
| 世代   | 姓名       | 襲爵年份       | 備註 |
| ------ | ---------- | -------------- | --- |
| 初 封  | 額敏和卓   |                | 雍正十年，封額敏和卓為札薩克輔國公，乾隆二十年，晉鎮國公，三十一年，晉固山貝子，二十二年，賜貝勒銜，二十三年，晉多羅貝勒，又賜郡王銜，二十四年，晉多羅郡王。 |
| 一次襲 | 蘇賚璊     | 乾隆四十二年   | 額敏和卓長子，四十四年削，四十五年卒。 |
| 二次襲 | 伊思坎達爾 | 乾隆四十四年   | 額敏和卓第五子，四十八年詔世襲罔替。嘉慶十六年卒。 |
| 三次襲 | 玉努斯     | 嘉慶十六年     | 伊斯堪達爾長子，十九年以罪削。 |
| 四次襲 | 丕爾墩     | 嘉慶二十年     | 額敏和卓子之子。嘉慶二十年六月襲。是年卒。 |
| 五次襲 | 邁瑪薩依特 | 嘉慶二十一年   | 丕爾敦次子。道光六年，禦張格爾於喀什噶爾，陣亡。 |
| 六次襲 | 阿克拉依都 | 道光七年       | 邁瑪薩依特子，同治元年以罪削。二年，賞復郡王爵。十一年陣亡。                                                                                                 |
| 七次襲 | 瑪穆特     | 光緒八年       | 阿克拉依都子，二十六年卒。光緒年間新疆建省，廢除吐魯番回旗，此後為閒散王公。                                                                                 |
| 八次襲 | 葉明和卓   | 光緒二十七年襲 | 瑪穆特子。民國2年晉封親王，民國21年病逝。 |
| 九次襲 | 沙以提     | 民國襲         | 葉明和卓長子，1951年被殺害。 |